# Крма (храна)
Kрма je прасловенска, свесловенска и старосрпска реч – кръмъ – у значењу "храна". Првобитно је значила храну уопште, и пиће, а касније је употребљавана само за сточну храну.

## Употреба
Као глагол: крмити (стоку). Изведене речи: крмиво, крмача, крмак итд.
"Имао је у обиљу сваковрсне крме на својим добрима."
"Од сад свиње на крму се дају."
"Детелина је добра крмна биљка."
"На слабој паши и крми краве дају водњикаво млеко." (Речник Матице српске)